# 유럽 고속도로 011호선
유럽 고속도로 011호선(European route E011)은 카자흐스탄의 콕펙에서 출발하여 키르기스스탄의 투프까지 이르는 B-클래스급 고속도로로, 총 연장은 200 km이다.

## 경로
- 카자흐스탄
  - 콕펙(카자흐어판, 영어판)
  - 케겐(영어판)
- 키르기스스탄
  - 투프(영어판)